# Клиппинг (цвет)
Клиппинг цвета, числовое переполнение цвета — пересвеченность, искажение цветов и неразличимость деталей на ярких участках изображения.

## Причины
- Физические ограничения (явление насыщения) светочувствительного материала или матрицы цифровой аппаратуры, описываемые понятием Фотографическая широта.
- Ограничения цифрового представления яркости и цветовых составляющих изображения.
- Ограничения протоколов передачи и алгоритмов преобразования изображения.
  - Так, преобразование RGB → CMYK при калиброванных мониторе и принтере приводит к потере части цветных деталей в тёмных и светлых участках изображения из-за выхода их «за пределы» воспроизводимой палитры.
  - Так, преобразования представления видеопотока RGB → YUV → RGB приводят к потерям цвета в некоторых ярких и тёмных участках изображения.
- Физические ограничения устройства воспроизведения (дисплея, телевизионного экрана, бумажного отпечатка фотографии).

Термин «клиппинг» наиболее часто применяется к ограничениям цифрового представления и преобразования изображения.

## Проявления
В случае наиболее распространённого RGB представления:
1. пересвет (белые пятна) — клиппинг всех 3х каналов одновременно;
2. искажение цветов ярких участков (небо фиолетовое) — клиппинг одного или 2х каналов. Причины:
  1. насыщение пикселя (уже принял максимум заряда, и сколько на него ни свети после насыщения — уровень его сигнала не изменится);
  2. обработка сигнала, полученного с матрицы (установка ББ, изменение яркости, контрастности) иногда могут привести к выходу вычисляемого цвета за пределы возможных значений (например: в .JPG максимальное значение 255, а в процессе расчёта для компоненты получили 300 — вынуждены сохранить значение 255).